# Museo etnográfico de Navalcán
El Museo Etnográfico de Navalcán es un museo dedicado a la etnografía en Navalcán, Castilla-La Mancha, España. Fue Inaugurado en el año 2013.  Se especializa en objetos de la región como aperos de labranza , acolchados y diferentes tipos de bordado. 
Un añadido para este museo es que cuenta con una exposición de réplicas de fotos datadas del año 1954 con el título "Representación de una boda Navalqueña", dichas fotografías han sido hechas por la esposa de Arthur Miller, la fotógrafa Igne Morath. Dichas imágenes son una clara muestra del costumbrismo del siglo XX las que hacen del pueblo lo que es hoy. Este museo pertenece y es propiedad de la municipalidad de la región. Y es gracias a este tipo de museos etnográficos regionales, según la consejería , que se mantienen los valores y la identidad de los pueblos de la región.